# アレイン・フランシク
アレイン・ジェレミー・フランシク（Alleyne Jeremy Francique、1976年6月7日 ‐ ）は、グレナダ・セント・アンドリュー教区出身で短距離走が専門の元陸上競技選手。400mの屋外で44秒47、室内で45秒35の自己ベストを持つ、屋外と室内の元グレナダ記録保持者。2004年ブダペスト世界室内選手権男子400mで優勝し、小国グレナダに陸上競技主要世界大会初のメダルとなる金メダルをもたらした選手である。

## 経歴

### 2001年
8月のエドモントン世界選手権男子400mで初めて決勝に進出し、46秒23で7位（当時）に入った。その後、アントニオ・ペティグルーのドーピング処分で順位が繰り上がった。

### 2003年
8月のパリ世界選手権男子400mで2大会連続の決勝に進出するも、決勝は45秒48の8位（当時）に終わった。その後、ジェローム・ヤングとカルビン・ハリソンのドーピング処分で順位が繰り上がった。9月13日には年間王者決定戦であるワールドアスレチックファイナル男子400mに出場すると、ジェローム・ヤング（45秒04）、マイケル・ブラックウッド（45秒25）に次ぐ、ブラックウッドと同タイム着差ありの3位（当時）に終わった。その後、ジェローム・ヤングのドーピング処分で順位が繰り上がった。

### 2004年
3月のブダペスト世界室内選手権男子400m準決勝を全体1位の46秒32で突破すると、決勝では45秒88をマークしてダヴィアン・クラーク（45秒92）、ゲーリー・キカヤ（46秒30）らに競り勝ち、陸上競技主要世界大会でグレナダ初の金メダリストとなった。8月のアテネオリンピック男子400mではタイム（45秒08）で拾われて準決勝を突破し、全ての競技を通じてグレナダ初のオリンピックファイナリストとなった。決勝では44秒66をマークしたものの、3位のデリク・ブルーとは0秒24差の4位でメダル獲得はならなかった。

### 2006年
3月のモスクワ世界室内選手権男子400m準決勝を全体1位の45秒86で突破すると、決勝では準決勝のタイムを縮める45秒54をマーク。予選で45秒74をマークしていたカリフォルニア・モレフェ（45秒75）、クリス・ブラウン（45秒78）らを破って優勝し、この種目ではアントニオ・マッケイ（1987年インディアナポリス大会・1989年ブダペスト大会）以来、連覇を達成した史上2人目の選手となった。同月のコモンウェルスゲームズ男子400mでは前回大会に続いて決勝に進出すると、決勝はジョン・ステフェンセン（44秒73）に次ぐ45秒09で2位に入り、全ての競技を通じてグレナダ初のコモンウェルスゲームズメダリストとなった。

## 自己ベスト
| 種目 | 記録      | 年月日        | 場所                   | 備考           |      |
| 屋外 | 屋外      | 屋外          | 屋外                   | 屋外           | 屋外 |
| ---- | --------- | ------------- | ---------------------- | -------------- | ---- |
| 200m | 20秒83    | 2003年6月21日 | セント・アンドリューズ |                |      |
| 300m | 33秒08    | 2007年5月27日 | ユージーン             |                |      |
| 400m | 44秒47    | 2004年5月8日  | 大阪                   | 元グレナダ記録 |      |
| 室内 |           |               |                        |                |      |
| 400m | 45秒35    | 2002年2月24日 | フェイエットビル       | 元グレナダ記録 |      |
| 500m | 1分02秒29 | 2000年2月12日 | ステートカレッジ       |                |      |
| 600m | 1分18秒12 | 1999年3月13日 | チャールストン         |                |      |

## 主要大会成績
備考欄の記録は当時のもの
| 年   | 大会                                | 場所               | 種目    | 結果    | 記録            | 備考                                   |
| ---- | ----------------------------------- | ------------------ | ------- | ------- | --------------- | -------------------------------------- |
| 1996 | オリンピック                        | アトランタ         | 4x400mR | 予選    | DQ (3走)        |                                        |
| 1999 | パンアメリカン競技大会 (en)         | ウィニペグ         | 400m    | 予選    | 46秒46          |                                        |
| 1999 | 世界選手権                          | セビリア           | 400m    | 1次予選 | 47秒49          |                                        |
| 2001 | 中央アメリカ・カリブ選手権 (en)     | グアテマラシティ   | 400m    | 4位     | 45秒95          |                                        |
| 2001 | 世界選手権                          | エドモントン       | 400m    | 6位     | 46秒23          |                                        |
| 2002 | コモンウェルスゲームズ (en)         | マンチェスター     | 400m    | 5位     | 45秒47          |                                        |
| 2002 | ワールドカップ (en)                 | マドリード         | 4x400mR | 優勝    | 2分59秒19 (2走) | アメリカ大陸代表 (混成チーム)          |
| 2003 | 世界室内選手権                      | バーミンガム       | 400m    | 予選    | DQ              |                                        |
| 2003 | 中央アメリカ・カリブ選手権 (en)     | セントジョージズ   | 400m    | 優勝    | 45秒27          |                                        |
| 2003 | 中央アメリカ・カリブ選手権 (en)     | セントジョージズ   | 4x400mR | 5位     | 3分06秒98 (2走) | グレナダ記録                           |
| 2003 | パンアメリカン競技大会 (en)         | サントドミンゴ     | 400m    | 3位     | 45秒51          |                                        |
| 2003 | パンアメリカン競技大会 (en)         | サントドミンゴ     | 4x400mR | 8位     | 3分09秒50 (4走) |                                        |
| 2003 | 世界選手権                          | パリ               | 400m    | 6位     | 45秒48          |                                        |
| 2003 | ワールドアスレチックファイナル (en) | モナコ             | 400m    | 2位     | 45秒25          |                                        |
| 2004 | 世界室内選手権                      | ブダペスト         | 400m    | 優勝    | 45秒88          | グレナダ初の陸上世界大会金メダリスト   |
| 2004 | オリンピック                        | アテネ             | 400m    | 4位     | 44秒66          | グレナダ初のオリンピックファイナリスト |
| 2004 | ワールドアスレチックファイナル (en) | モナコ             | 400m    | 5位     | 45秒27          |                                        |
| 2005 | 世界選手権                          | ヘルシンキ         | 400m    | 準決勝  | 46秒59          |                                        |
| 2005 | ワールドアスレチックファイナル (en) | モナコ             | 400m    | 7位     | 45秒78          |                                        |
| 2006 | 世界室内選手権                      | モスクワ           | 400m    | 優勝    | 45秒54          |                                        |
| 2006 | コモンウェルスゲームズ (en)         | メルボルン         | 400m    | 2位     | 45秒09          | グレナダ初の大会メダリスト             |
| 2006 | 中央アメリカ・カリブ海競技大会 (en) | カルタヘナ         | 400m    | 2位     | 45秒44          |                                        |
| 2006 | ワールドアスレチックファイナル (en) | シュトゥットガルト | 400m    | 6位     | 45秒28          |                                        |
| 2006 | ワールドカップ (en)                 | アテネ             | 400m    | 4位     | 45秒30          | アメリカ大陸代表                       |
| 2006 | ワールドカップ (en)                 | アテネ             | 4x400mR | 2位     | 3分00秒14 (4走) | アメリカ大陸代表 (混成チーム)          |
| 2007 | パンアメリカン競技大会 (en)         | リオデジャネイロ   | 400m    | 5位     | 45秒49          |                                        |
| 2007 | 世界選手権                          | 大阪               | 400m    | 準決勝  | 45秒41          |                                        |
| 2007 | ワールドアスレチックファイナル (en) | シュトゥットガルト | 400m    | 7位     | 46秒27          |                                        |
| 2008 | 世界室内選手権                      | バレンシア         | 400m    | 予選    | 48秒64          |                                        |
| 2008 | オリンピック                        | 北京               | 400m    | 予選    | 46秒15          |                                        |